# 譚垣
譚垣（？—？），字牧亭，號桂嶠，江西省贛州府龍南縣人，清朝政治人物，同進士出身。
乾隆十三年（1739年）登戊辰科進士。曾任建寧府政和縣知縣。乾隆二十九年（1764年）五月，調任臺灣府鳳山縣知縣。任內緝盜安民，重視建設。三年後屆滿，士民依依不捨，刻立「大邑侯譚公德政碑」以為紀念，其碑在鳳山縣舊城（今高雄左營）勅建天后宮，戰後置於新吉莊興隆淨寺內。譚垣後升任道員。